# François Furet
François Furet (Paris, 27 de março de 1927 – Figeac, 12 de julho de 1997) foi um historiador francês. Furet é considerado um dos maiores historiadores da Revolução Francesa e, ao mesmo tempo, um de seus críticos mais ferozes. Suas interpretações revitalizam os estudos revolucionários, exatamente por seus esforços desconstrutivistas, por afirmar, sem peias, que a Revolução Francesa não passou de um mito. Um mito muito concreto responderia Michel Vovelle, que se posiciona do outro lado da vertente interpretativa eleita por Furet.
Foi membro da Academia Francesa e recebeu o Prêmio Gobert em 1995.

## História Quantitativa
Fraçois Furet pode ser considerado um dos precursores da chamada História quantitativa, método de estudo da história que se ligava intrinsecamente com a análise de dados e de fatores numéricos exatos para problematizar e explicar/prever o curso da história. Essa prática vem associada conjuntamente com a criação de um "combate" à história narrativa, muito usada por historiadores clássicos como Jules Michelet, Jacob Burckhardt, Leopold von Ranke além dos historiadores da chamada Antiga Historiografia. O uso de dados concretos e princípios estatísticos provinha da busca por uma alternativa que pudesse, de maneirar a "cientifizar" a história, elencar possíveis previsões e fazer análise conjunturais de pequeno e grande porte.
Para além da história quantitativa, que se preocupava com dados esparsos no tempo, existiria também a chamada História Serial, caracterizada pelo uso dos dados quantitativos da disciplina em regime de série, ou seja, em sequência lógica e que pudesse satisfazer o sentimento de estudo do tempo a longo prazo. Por exemplo: possuir os dados do consumo de batatas dos camponeses franceses do século XVIII através de inventários, registros comerciais etc. caracteriza-se como história quantitativa, pois está a utilizar dados numerais como referência, fazendo da história uma disciplina de caráter exato, numa alusão também a uma formação positivista da construção da história. No entanto, o uso desses dados em regime crônico, ou seja, em escala de tempo, permite com que se faça um levantamento acerca do consumo de batatas, como citado acima, em algum período de tempo. É necessário diferenciar os regimes de história quantitativa, que se preocupa na existência dos dados em regimes numéricos por si só e na história serial, que usa desses dados em série para explicar qualquer fenômeno. François Furet deixa isso claro na sua obra A Oficina da História.
A análise conjuntural desses dados permite não somente expandir o uso dos historiadores e de suas ferramentas, mas também de realizar conclusões acerca de comportamentos baseados em escritos narrativos sobre essas populações (a escala crescente da Peste Negra no século XIV pode ser inferida, por exemplo, com as estatísticas de taxa de mortalidade registradas ao longo do tempo) e que permitiriam uma melhor compreensão acerca do período em questão.
Tanto a história quantitativa quanto a história serial nascem a partir de uma necessidade latente da história em problematizar e, principalmente, fugir dos aspectos narrativos que dominaram a disciplina durante o século XVIII e XIX, especialmente com o advento da Escola dos Annales.

## Revolução Francesa
Furet foi a figura principal na rejeição da interpretação clássica ou marxista. Desan (2000) concluiu que "parecia sair vitorioso do bicentenário, tanto na mídia quanto nos debates historiográficos".
Furet, um ex-membro do Partido Comunista Francês, publicou seu clássico La Révolution Française em 1965–1966. Marcou sua transição da política revolucionária de esquerda para a posição moderada de centro-esquerda e refletiu seus laços com a Escola dos Annales orientada para a ciência social.
Furet então reexaminou a Revolução a partir da perspectiva do totalitarismo do século XX, como exemplificado por Adolf Hitler e Joseph Stalin. Seu Penser la Révolution Française (1978), traduzido como Interpreting the French Revolution (1981), foi um livro inovador que levou muitos intelectuais a reavaliar o bolchevismo e a Revolução como inerentemente totalitários e antidemocráticos. Olhando para o comunismo francês moderno, ele enfatizou a estreita semelhança entre as décadas de 1960 e 1790, com ambos favorecendo o discurso ideológico inflexível e rotineiro em células partidárias onde as decisões eram tomadas por unanimidade em uma democracia direta manipulada. Furet sugeriu ainda que a popularidade da extrema-esquerda para muitos intelectuais franceses era em si um resultado de seu compromisso com os ideais da Revolução. Furet começou a imaginar a Revolução menos como resultado de conflitos sociais e de classe e mais um conflito sobre o significado e a aplicação de ideias igualitárias e democráticas. Ele via a França revolucionária como situada ideologicamente entre duas revoluções, a primeira igualitária iniciada em 1789 e a segunda o golpe autoritário que deu origem ao império de Napoleão em 1799. As origens igualitárias da Revolução não foram desfeitas pelo Império e foram ressuscitadas na Revolução de Julho de 1830, na Revolução de 1848 e na Comuna de Paris em 1871.
Trabalhando grande parte do ano na Universidade de Chicago depois de 1979, Furet também rejeitou a Escola dos Annales com sua ênfase em fatores estruturais de muito longo prazo e enfatizou a história intelectual. Influenciado por Alexis de Tocqueville e Augustin Cochin, Furet argumenta que os franceses devem parar de ver a Revolução como a chave para todos os aspectos da história francesa moderna.

## Metodologia
As preocupações de Furet não eram apenas históricas, mas também historiográficas. Ele tentou particularmente abordar as distinções entre a história como grande narrativa e a história como um conjunto de problemas que devem ser tratados de maneira puramente cronológica.

## Obras
- La Révolution française, avec Denis Richet, Paris, Librairie Arthème Fayard, 1965; 2.a ed., Penser la Révolution française, Paris, Hachette Littératures, 1999, col. « Pluriel » (ISSN 0296-2063) no 950, 944 p. (ISBN 2-01-278950-1).
- Lire et écrire, avec Jacques Ozouf, Paris, Minuit, 1977. Volume 1 (ISBN 9782707301895) et tome 2 (ISBN 9782707301949).
- Penser la Révolution française, Paris, Éditions Gallimard, 1978, col. « Bibliothèque des histoires » (ISSN 0768-0724), 259 p.; nova edição. revisada e corrigida, 1983 (ISBN 2-07-029381-5).
- " Civilisation et Barbarie dans Gibbon", Commentaire, vol. 6 (1979).
- L'Atelier de l'histoire, Paris, Éditions Flammarion, 1982, 312 p. (ISBN 2-08-210657-8); reed., col. « Champs » (ISSN 0151-8089) no 739, 2007, 312 p. (ISBN 978-2-0812-0296-2).
- La Gauche et la Révolution au milieu du xixe siècle. Edgar Quinet et la question du jacobinisme, Paris, Hachette, 1986.
- Marx et la Révolution française, Paris, Flammarion, 1986.
- Dictionnaire critique de la Révolution française (dir. com Mona Ozouf), Paris, Éditions Flammarion, 1988, 1 154 p. (ISBN 2-08-211537-2); nova ed., col. « Champs » (ISSN 0151-8089) no 735-738 et 746, 2007, 5 vols., 2 017 p.
- La République du centre, com Jacques Julliard e Pierre Rosanvallon, Paris, Calmann-Lévy, 1988.
- Le Siècle de l'avènement républicain (dir. com Mona Ozouf), Paris, Éditions Gallimard, 1993, col. « Bibliothèque des histoires » (ISSN 0768-0724), 475 p. (ISBN 2-07-072865-X)
- Le Passé d'une illusion. Essai sur l'idée communiste au xxe siècle, Paris, Éditions Robert Laffont et Éditions Calmann-Lévy, 1995, (ISBN 2-7028-1383-6), 580 p.
- La Monarchie républicaine. La constitution de 1791, avec Ran Halévi, Paris, Librairie Arthème Fayard, 1996, col. « Les Constitutions françaises » (ISSN 1263-8811), Paris, 605 p. (ISBN 2-213-02790-0).
- Fascisme et communisme, com Ernst Nolte, Paris, Plon, 1998, 145 p. (ISBN 2-259-18956-3); reedição, Hachette Littératures, Paris, Hachette, 2000, col. « Pluriel » (ISSN 0296-2063), 145 p. (ISBN 2-01-278971-4).
- La Révolution en débat, Paris, Gallimard, 1999, col. « Folio », 195 p., (ISBN 978-2070407842).
- Itinéraire intellectuel. L’historien journaliste, de "France-Observateur" au "Nouvel Observateur" (1958-1997), prefaciado por Mona Ozouf, Paris, Calmann-Lévy, 1999, col. « Liberté de l'esprit », (ISSN 0768-1801), 617 p. (ISBN 2-7021-2952-8).